# 고쿠사이카이칸역
고쿠사이카이칸역(일본어: 国際会館駅, こくさいかいかんえき)은 일본 교토부 교토시 사쿄구에 있는 교토 시영 지하철 가라스마 선의 기점역이다.
1997년에 국립 교토 국제 회관에서 열린 제3회 기후 변화 회의를 계기로 개업했다.

## 역 구조
섬식 승강장 1면 2선의 지하역. 개찰구는 1개소만 있다. 휠체어 대응 엘리베이터나 다목적 화장실이 설치되는 등 배리어 프리 대응이 이루어지고 있다.
다른 시설로는, 개찰 외에 편의점 및 교토 은행의 ATM이 설치되어 있다.

### 승강장
| 1・2 | ○ 가라스마 선 | 시조・교토・다케다・긴테쓰 나라 방면 |

## 역 주변
- 국립 교토 국제 회관
- 다가라가이케 공원
- 그랜드 프린스 호텔 도쿄
- 엔쓰지 절(寺)
- 에이잔 전철 쿠라마 선 이와쿠라역
- 다가라가이케 도리

## 역사
- 1997년 6월 3일: 기타야마 ~ 당역까지 연장 개통에 따라 영업 개시.
- 2007년 4월 1일: PiTaPa 공용 개시.
- 2008년 11월 11일: 역 구내에 교토 은행의 ATM을 설치.
- 2010년 4월: 역명판 아래 인근 시설의 명칭(도시샤 이와쿠라 캠퍼스)이 광고로 부기됨.